# Regős Sándor
Regős Sándor (Pécs, 1934. augusztus 1. – 2007. május 23.) magyar újságíró, sportriporter, főkonzul,  az MDF alapító tagja.

## Életpályája
Tanulmányait 1952 és 1955 között az Idegen Nyelvek Főiskolája német sajtó szakon, majd 1963 és 1966 között az ELTE esti tagozat angol nyelv szakán végezte. Pályáját 1955 és 1957 között a  Magyar Rádió német szerkesztőségénél kezdte. 1957 és 1959 között szabadúszó német tolmács, fordító, majd 1959 és 1962 között az NDK Rádió budapesti iroda műsorszervezője volt. 1962 és 1971 között a  Magyar Rádió munkatársa volt. 1971 és 1975 között a  Magyar Rádió és Televízió varsói tudósítójaként dolgozott. 1975-től  1992-ig a  Magyar Televízió munkatársa volt.
1992 és 1995 között a Külügyminisztérium állományában a  Magyar Köztársaság stuttgarti főkonzuljának tisztét töltötte be.
Regős Sándor nevéhez fűződik az MTV Szegedi Stúdiójának felépítése. Volt külpolitikai újságíró és sportriporter is.